# ماركو فلوريس
ماركو فلوريس (بالإسبانية: Marco Flores)‏ هو لاعب كرة قدم بيروفي في مركز حراسة المرمى، ولد في 29 مايو 1977 في ليما في بيرو. لعب مع سبورت وانكايو ونادي سبورتينغ كريستال.

## وصلات خارجية
- ماركو فلوريس على موقع قاعدة بيانات كرة القدم.إي يو (الإنجليزية)
- ماركو فلوريس على موقع Soccerway.com (الإنجليزية)